# كأس العالم الشاطئية 2008
كأس العالم الشاطئية 2008 (بالفرنسية: Coupe du monde de football de plage 2008) هو موسم من كأس العالم الشاطئية. أشرف على تنظيمه الاتحاد الدولي لكرة القدم، وكان عدد الأندية المشاركة فيه  16، وفاز فيه منتخب البرازيل لكرة القدم الشاطئية.